# Joe Viola (Jazzmusiker)
Joseph E. „Joe“ Viola (* 25. Juni 1920 in Malden, Massachusetts; † 11. April 2001 in Stoneham, Massachusetts) war ein US-amerikanischer Jazzsaxophonist und -oboist.

## Leben und Wirken
Viola erlernte das Saxophonspiel bei seinen älteren Brüdern, die als Musiker im Bostoner Raum tätig waren. Nach dem Abschluss der Highschool wurde er Mitglied der Band von Ben Pollack und Schüler von Benny Kanter. Während des Zweiten Weltkrieges spielte er vier Jahre in einer Band der US Army.
Nach dem Krieg studierte er Komposition bei Larry Berk und Oboe beim Oboisten des Boston Symphony Orchestra, Fernand Gillet. 1946 begann er an Berks Schillinger House, der späteren Berklee School of Music Theorie, Komposition, Saxophon, Klarinette und Flöte zu unterrichten. Zu seinen Schülern gehörten zu dieser Zeit Herb Pomeroy, Ray Santisi, Charlie Mariano, Dick Nash und Quincy Jones.
1955 ging Viola nach Frankreich, um bei dem Saxophonisten Marcel Mule zu studieren. Nach seiner Rückkehr nach Berklee begann er an seinem dreibändigen Lehrwerk The Technique of the Saxophone zu schreiben, dessen erster Band 1960 erschien. Nachdem aus der Berklee School das Berklee College of Music wurde, bekam Viola die Leitung der Abteilung für Holzbläser.
Neben seiner Lehrtätigkeit arbeitete er mit Musikern wie Frank Sinatra und Lena Horne, aber auch Orchestern wie dem Shubert und dem Colonial Theatre Orchestra und dem Boston Symphony Orchestra. In Berklee gründete er ein Saxophonquartett mit John LaPorta, Harry Drabkin und Gary Anderson.
Nachdem er 1985 in den Ruhestand gegangen war, wurde er zum Chair Emeritus of the Woodwind Department des Berklee College ernannt und setzte seine Unterrichtstätigkeit bis 1996 fort. Auf einem zu seinen Ehren 1997 veranstalteten Konzert traten u. a. seine Schüler Jane Ira Bloom, Richie Cole, Donald Harrison, Javon Jackson, Tommy Smith und Bill Pierce auf.